# Cabaços (Moimenta da Beira)
Cabaços ist eine Gemeinde (Freguesia) im portugiesischen Kreis (Concelho) Moimenta da Beira. In ihr leben 220 Einwohner (Stand 19. April 2021).